# Albert Namatjira
Albert Namatjira (28. července 1902 Hermannsburg – 8. srpna 1959 Alice Springs) byl australský umělec pocházející z domorodého etnika Arandů. Technikou akvarelu zobrazoval přírodu australského outbacku; stylově se odvrátil od tradice domorodého umění směrem k postupům evropské krajinomalby. Věnoval se také dřevořezbě.
Vyrostl na luteránské misijní stanici v MacDonnellově pohoří. Původně se jmenoval Elea, při křtu dostal jméno Albert. Výtvarné činnosti se věnoval od dětství, avšak až do třicátého roku vykonával různá manuální zaměstnání. Pak jeho talent objevil malíř Rex Battarbee, v roce 1938 měl Namatjira v Melbourne první samostatnou výstavu a záhy se zařadil ke komerčně nejúspěšnějším umělcům v Austrálii.
Namatjira inspiroval v Hermannsburgu vznik skupiny domorodých výtvarníků, k níž patřili např. Wenten Rubuntja, Walter Ebatarinja nebo Henoch Raberaba. V roce 1953 mu byla udělena Korunovační medaile Alžběty II. V roce 1957 se stal plnoprávným australským občanem. S tím bylo spojeno nejen volební právo, ale také si směl na rozdíl od jiných Austrálců kupovat alkohol. V roce 1958 strávil dva měsíce v nápravné kolonii Papunya po obvinění, že umožnil, aby se k alkoholu dostali další domorodci a zavinil tak smrt jedné ženy. Krátce po propuštění zemřel na srdeční zástavu.
Díla Alberta Namatjiry byla vyobrazena na australských poštovních známkách. Lee Robinson o něm v roce 1947 natočil dokumentární film Namatjira the Painter. William Dargie vytvořil Namatjirův portrét, za který obdržel v roce 1956 Archibaldovu cenu. Skupina Midnight Oil se zmiňuje o jeho zatčení v písni „Truganini“, vydané roku 1993. V roce 2009 vznikl Namatjira Project, zaměřený na studium jeho díla. V roce 2012 po něm byl pojmenován volební okrsek Namatjira.
Úspěšným výtvarníkem je také jeho pravnuk Vincent Namatjira.